# Arrhenophanes
Arrhenophanes é um gênero de mariposa pertencente à família Acrolophidae.